# 義安左郡
義安左郡，中国南北朝时设置的郡。
南朝齐武帝永明八年（490年）之前置義安左郡，属郢州。治所在湖北省东部长江北之地，下辖绥安县。应为侨置義安郡所置。南梁、南陈废義安左郡。